# Arteria obturatriz
La arteria obturatriz es una arteria que se origina como rama extrapélvica de la arteria ilíaca interna.
También puede nacer de la arteria epigástrica, en cuyo caso recibe el nombre de arteria obturatriz accesoria.

## Ramas
Emite las siguientes ramas:
Colaterales:
- Ramo muscular ascendente.
- Ramo muscular descendente.
- Ramo púbico o retropúbico.
- Ramo anastomótico.

Terminales:
- Rama anterior:desciende a lo largo de la rama isquiopubiana. Proporciona ramas a los músculos vecinos: pectíneo, obturador externo, grácil y aductores. Se anastomosa  con la circunfleja ilíaca superficial y emite una rama genital para las cubiertas del testículo (labios mayores en la mujer).
- Rama posterior: vasculariza al músculo obturador externo, aductores, grácil y cuadrado crural. Además proporciona la arteria para el ligamento redondo.

## Distribución
Se distribuye hacia la articulación de la cadera y los músculos de la pelvis.